# Ballz
Ballz (noto anche come Ballz 3D, Ballz 3D: The Battle of the Ballz, o in America Ballz 3D: Fighting at its Ballziest) è un videogioco di tipo picchiaduro in 3D per Sega Mega Drive/Genesis, Super NES (SNES) e 3DO, sviluppato dalla PF Magic e pubblicato nel 1994 da Accolade. La versione 3DO è una director's cut ed è stata distribuita nel 1995.

## Modalità di gioco
Ballz offre tre livelli di difficoltà, 21 incontri e personaggi completamente sferici, con un accentuato 3D fittizio.
I personaggi del gioco sono tutti demenziali : una scimmia aerofaga, un clown, un lottatore di sumo, un cavernicolo, un pesista, una ballerina, un rinoceronte e un "supereroe".

## Sviluppo e pubblicazione
L'introduzione del gioco insinua che "Per essere campione devi avere le Ballz!". Dato il doppio senso evidente, "Ballz" per "testicoli", la Nintendo richiese un cambio nella frase, così la versione differenziata finisce con "devi giocare a Ballz!". La versione Sega è rimasta intatta.

## Accoglienza
Il gioco ebbe poco successo a causa della pessima pubblicità e per l'eccessiva superficialità con cui la Accolade aveva definito il gioco, nessuno sapeva a che genere appartenesse. Molti pensarono che fosse un clone di Tetris, data l'ammucchiata di sfere stampate sulla confezione. Ballz ha raggiunto la settima posizione nella classifica dei "Dieci giochi picchiaduro di cui vorremmo dimenticarci", compilata da Game Informer. L'autore della lista, Dan Ryckert, criticò pesantemente la grafica, uno scarso 2-D, spacciato per 3D.

## La serie
- Ballz 3D
- Ballz 3D: The Battle of the Ballz (versione MegaDrive di Ballz 3D per Genesis)[senza fonte]
- Ballz: The Director's Cut[senza fonte]